# William Boyce (kompozytor)
William Boyce (ochrzczony 11 września 1711 w Londynie, zm. 7 lutego 1779 tamże) – angielski kompozytor przełomu baroku i klasycyzmu, uchodzący za jednego z najwybitniejszych angielskich kompozytorów XVIII w. Następca Maurice’a Greene’a na stanowisku Master of the King’s Musick.

## Życiorys
Urodził się w Londynie w 1711. Jako chłopiec był chórzystą w londyńskiej Katedrze św. Pawła, następnie po mutacji zaczął studiować muzykę u Maurice’a Greene’a. W 1734 Boyce został organistą w Oxford Chapel w centrum Londynu. Pełnił funkcję organisty w wielu miejscach, aż w końcu w roku 1755 został Master of King’s Musick, a w 1758 został organistą kaplicy królewskiej.
Około roku 1758 zaczęła pogłębiać się głuchota Boyce'a, tak że w końcu musiał porzucić stanowisko organisty i przejść na emeryturę. Zajął się nauczaniem, a także kompletowaniem kompilacji Cathedral Music, którą w chwili śmierci jego nauczyciel Greene pozostawił niedokończoną. To doprowadziło Boyce'a do edycji dzieł takich kompozytorów, jak William Byrd czy Henry Purcell. Wiele utworów z tej kolekcji jest wykonywanych do dziś w czasie nabożeństw Kościoła anglikańskiego.
Po śmierci Boyce'a w 1779 roku stanowisko Master of the King’s Musick przejął John Stanley, a jego muzyka uległa zapomnieniu.

## Twórczość
Boyce znany jest z cyklu ośmiu symfonii (jako jeden z pierwszych wprowadził tę formę na grunt angielski), pisał hymny (anthems) i ody. Napisał też masque Peleus i Thetis, pieśni oparte na wierszach z cyklu Secular Masque Johna Drydena, muzykę do sztuk Williama Shakespeare „Burza”, „Cymbeline”, „Romeo i Julia” i „The Winter’s Tale”. Pisał też concerti grossi, uwertury oraz muzykę kameralną, w tym cykl dwunastu sonat triowych. Skomponował melodię marszu marynarki brytyjskiej i kanadyjskiej Heart of Oak (tekst został później napisany przez Davida Garricka w 1759 roku dla jego sztuki Harlequin's Invasion). Coronation anthem The King shall rejoice Boyce'a został wykonany 22.09.1761 z okazji koronacji Charlotty z Meklemburgii-Strelitz i Jerzego III. Boyce pisał także muzykę dla rytuałów masońskich.
Podobnie jak Charles Avison, Boyce inspirował się muzycznymi osiągnięciami kompozytorów włoskich, a także twórczością Georga Friedricha Händla, do którego muzyki miał wielki szacunek.